# Sebastian Ekberg
Sebastian Ekberg, född 7 augusti 1989 i Borås Gustav Adolfs församling, är en svensk tävlingsdansare.
Han har vunnit flertalet SM-guld i rock'n'roll samt kommit fyra i VM.[källa behövs] Sebastian Ekberg har även deltagit och vunnit SM-guld i lag-SM för BRR-danserna två gånger.
Ekberg läste samhällsprogrammet med ekonomisk inriktning på Sven Eriksonsgymnasiet i Borås. Ekberg deltog i skönhetstävlingen Sveriges man (2008), där han tog sig till semifinal. Han bodde i Barcelona 2008–2010.

## Framgångar inom dansen
- SM-guld i juniorklassen för lag
- SM-guld i vuxenklassen för lag
- 3 vunna SM-guld i rock'n'roll-dansen
- EM-tia
- VM-sexa
- VM-fyra